# Keçili (Şahbuz)
Keçili è un comune dell'Azerbaigian situato nel distretto di Şahbuz.